# Barbra Fontana
Jennifer A. Johnson-Jordan (ur. 8 września 1965 w Manhattan Beach) – amerykańska siatkarka plażowa, była siódmą zawodniczką, która zarobiła milion dolarów w AVP Tour. Na Mistrzostwach Świata w 2001 roku zajęła czwarte miejsce.
Ukończyła studia na Uniwersytecie Stanforda w 1987 i uzyskała tytuł prawnika w 1991 roku.